# Oscar Honorário

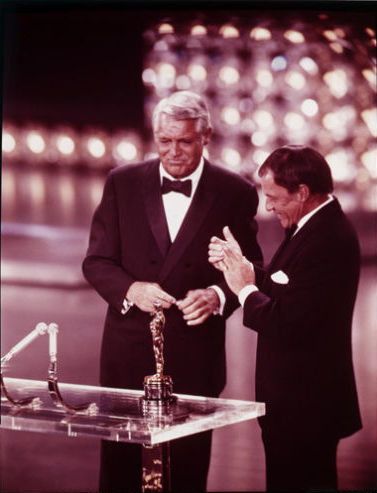
Cary Grant e Frank Sinatra durante o 42º Oscar (1970).

Esta é uma lista de vencedores do Oscar Honorário atribuído pela Academia de Artes e Ciências Cinematográficas. Os distinguidos com este prêmio recebem a estatueta do Óscar na cerimônia dos Governors Awards que tem lugar no Hollywood and Highland Center. Na mesma ocasião são entregues o Prêmio Humanitário Jean Hersholt e o Prêmio Memorial Irving G. Thalberg.

## Década de 1920
| Ano  | Receptor(es)    | Notas                                                                                                  | Prêmio    |
| ---- | --------------- | --- | --------- |
| 1929 | Warner Bros.    | "por produzir O Cantor de Jazz [1927], o ilustre filme falado pioneiro, que revolucionou a indústria." | Estatueta |
| 1929 | Charlie Chaplin | "pela versatilidade e genialidade em atuar, escrever, dirigir e produzir O Circo (1928)."              | Estatueta |

## Década de 1930
| Ano  | Receptor(es) | Notas | Prêmio |
| ---- | --- | --- | ------ |
| 1932 | Walt Disney | "pela criação de Mickey Mouse." |        |
| 1935 | Shirley Temple | "em grato reconhecimento por sua excepcional contribuição ao entretenimento na tela durante o ano de 1934." |        |
| 1936 | David Wark Griffith | "por suas distintas realizações criativas como diretor e produtor, e por sua iniciativa inestimável e contribuições duradouras para o progresso das artes cinematográficas". |        |
| 1937 | The March of Time | "por sua importância para o cinema e por ter revolucionado um dos ramos mais importantes da indústria - o noticiário". |        |
| 1937 | W. Howard Greene e Harold Rosson | "pela cinematografia colorida de O Jardim de Alá, da Selznick International Production". |        |
| 1938 | Edgar Bergen | "pela sua notável criação de comédia, 'Charlie McCarthy'." |        |
| 1938 | Mack Sennett | "por sua contribuição duradoura à técnica de comédia para o cinema, cujos princípios básicos são tão importantes hoje quanto quando foram postos em prática pela primeira vez, a Academia apresenta um Prêmio Especial ao mestre da comédia, descobridor de estrelas [...] o gênio da comédia - Mack Sennett." |        |
| 1938 | Museu de Arte Moderna (Nova Iorque) | "por seu trabalho significativo na coleta de filmes que datam de 1895 até o presente, e pela primeira vez disponibilizando ao público os meios de estudar o desenvolvimento histórico e estético dos filmes cinematográficos como uma das principais artes".                                                   |        |
| 1938 | W. Howard Greene | "pela fotografia colorida de A Star Is Born." |        |
| 1939 | Deanna Durbin e Mickey Rooney | "por suas significativas contribuições em trazer para a tela o espírito e a personificação da juventude, e como jovens atores estabelecendo um alto padrão de habilidade e realização." |        |
| 1939 | Harry Warner | "em reconhecimento ao serviço patriótico na produção de curtas históricos apresentando episódios significativos da luta inicial do povo americano pela liberdade." |        |
| 1939 | Walt Disney | "por Branca de Neve e os Sete Anões (1937), uma inovação significativa na tela que tem encantado milhões e foi pioneiro de um novo grande campo do entretenimento". |        |
| 1939 | Oliver T. Marsh e Allen M. Davey | "pela cinematografia colorida de Sweethearts, produção da Metro-Goldwyn-Mayer." |        |
| 1939 | Gordon Jennings, Jan Domela, Devereaux Jennings, Irmin Roberts, Art Smith, Farciot Edouart, Loyal Griggs, Loren L. Ryder, Harry D. Mills, Louis Mesenkop e Walter Oberst | "por excelente desempenho na criação de efeitos especiais fotográficos e sonoros na produção Spawn of the North, da Paramount." |        |
| 1939 | Joseph A. Ball | "por suas excelentes contribuições para o avanço da fotografia colorida nos filmes." |        |

## Década de 1940
| Ano  | Receptor(es)                                                                       | Notas | Prêmio                         |
| ---- | ---------------------------------------------------------------------------------- | --- | ------------------------------ |
| 1940 | Jean Hersholt, Ralph Morgan, Ralph Block, Conrad Nagel, Motion Picture Relief Fund | Reconhecimento pelos serviços excepcionais da Motion Picture Relief Fund e sua liderança progressista. (awardswatch.com)                         | Prêmio Especial (Plaqueta)     |
| 1940 | Technicolor Company                                                                | Por trazer com sucesso a produção cinematográfica em três cores para a tela.                                                                     | Prêmio Especial (Plaqueta)     |
| 1940 | Douglas Fairbanks                                                                  | Reconhecimento por sua contribuição única ao desenvolvimento internacional do cinema.                                                            | Prêmio Especial (Comemorativo) |
| 1940 | William Cameron Menzies                                                            | Pelo uso da cor para realçar o clima dramático em Gone with the Wind.                                                                            | Prêmio Especial (Plaqueta)     |
| 1941 | Bob Hope                                                                           | Pelos seus serviços altruístas à indústria e à Academia (foi concedida a ele a filiação vitalícia em 1944).                                      | Prêmio Especial / Filiação     |
| 1941 | Nathan Levinson                                                                    | Pelos excepcionais serviços à indústria e ao Exército, mobilizando recursos para filmes militares.                                               | Prêmio Especial (Plaqueta)     |
| 1942 | Walt Disney, William E. Garity, J.N.A. Hawkins e RCA Manufacturing Co.             | Por avanços no uso do som em Fantasia. | Prêmio Especial (Plaqueta)     |
| 1942 | Leopold Stokowski e associados                                                     | Pela nova forma de "música visualizada" em Fantasia.                                                                                             | Prêmio Especial (Plaqueta)     |
| 1942 | Rey Scott                                                                          | Por Kukan, documentário sobre a China em condições perigosas.                                                                                    | Prêmio Especial (Plaqueta)     |
| 1943 | Charles Boyer                                                                      | Por seu "progressive cultural achievement" via a Fundação de Pesquisa Francesa em Los Angeles.                                                   | Prêmio Honorário (Plaqueta)    |
| 1943 | Noël Coward                                                                        | Pela produção de In Which We Serve. | Prêmio Honorário (Plaqueta)    |
| 1943 | Metro-Goldwyn-Mayer                                                                | Por representar o “American Way of Life” na série de Andy Hardy.                                                                                 | Prêmio Honorário (Plaqueta)    |
| 1944 | George Pal                                                                         | Pelo desenvolvimento dos “Puppetoons”. | Prêmio Honorário (Plaqueta)    |
| 1944 | Bob Hope                                                                           | Por seus muitos serviços à Academia (vitalício).                                                                                                 | Filiação Vitalícia             |
| 1944 | Margaret O’Brien (Juvenile Award)                                                  | “Outstanding child actress of 1944”. Apresentado em 1946.                                                                                        | Mini-estatueta juvenil         |
| 1945 | Daniel J. Bloomberg e o departamento de som da Republic Studio                     | Pela construção de um auditório musical com acústica de ponta (apresentado em 1946).                                                             | Certificado (hoje Honorário)   |
| 1945 | Frank Ross e Mervyn LeRoy                                                          | Por filme de curta-metragem de tolerância. | Certificado                    |
| 1946 | Harold Russell                                                                     | Pela sua atuação em The Best Years of Our Lives, trazendo esperança aos veteranos. Depois venceu o Oscar competitivo de Melhor Ator Coadjuvante. | Estatueta Honorária            |
| 1946 | Laurence Olivier                                                                   | Por Henry V e suas contribuições ao cinema. | Certificado                    |
| 1946 |                                                                                    | Apresentado em mini‑estatueta. | Mini‑estatueta juvenil         |
| 1947 | Walt Disney                                                                        | Pela caracterização carinhosa de Tio Remus. | Estatueta Honorária            |
| 1947 | Thomas Armat, William Selig, Albert Smith, George Spoor                            | Pioneiros do cinema. | Estatueta Honorária            |
| 1947 | Bill and Coo                                                                       | Pelo uso inovador e artístico do filme. | Plaqueta (mais tarde trocada)  |
| 1947 | Sciuscià                                                                           | Melhor filme estrangeiro de 1947. | Estatueta Honorária            |
| 1948 |                                                                                    | … | …                              |
| 1949 | Vários (ex: Charles Chaplin, Bob Hope, etc.)                                       | |                                |

## Década de 1950
| Ano  | Receptor(es)                                       | Notas | Prêmio                               |
| ---- | -------------------------------------------------- | --- | ------------------------------------ |
| 1950 | Fred Astaire                                       | Por sua arte única como dançarino, alcançada na tela.                                                                   | Prêmio Especial                      |
| 1950 | Cecil B. DeMille                                   | Por 37 anos de contribuição à indústria cinematográfica.                                                                | Prêmio Honorário                     |
| 1950 | Jean Hersholt                                      | Pelos serviços humanitários prestados à indústria cinematográfica.                                                      | Prêmio Humanitário                   |
| 1950 | Ladri di biciclette (Ladrões de Bicicletas)        | Melhor filme estrangeiro lançado nos EUA em 1949.                                                                       | Prêmio Honorário (Filme Estrangeiro) |
| 1951 | Louis B. Mayer                                     | Pela sua contribuição incomparável à indústria cinematográfica.                                                         | Prêmio Honorário                     |
| 1951 | George Murphy                                      | Por interpretar a indústria cinematográfica ao público.                                                                 | Prêmio Especial                      |
| 1951 | Au-delà des grilles (Beyond the Gates)             | Melhor filme estrangeiro lançado nos EUA em 1950.                                                                       | Prêmio Honorário (Filme Estrangeiro) |
| 1952 | Gene Kelly                                         | Por sua versatilidade como ator, cantor, diretor e dançarino, e pelos brilhantes feitos na coreografia cinematográfica. | Prêmio Honorário                     |
| 1952 | Rashômon                                           | Melhor filme estrangeiro lançado nos EUA em 1951.                                                                       | Prêmio Honorário (Filme Estrangeiro) |
| 1953 | Merian C. Cooper                                   | Pioneiro da cinematografia em larga escala e inovação técnica.                                                          | Prêmio Honorário                     |
| 1953 | Bob Hope                                           | Por seu serviço à indústria cinematográfica e por levar riso ao mundo.                                                  | Prêmio Honorário                     |
| 1953 | Harold Lloyd                                       | Por sua contribuição única ao cinema como mestre da comédia silenciosa.                                                 | Prêmio Honorário                     |
| 1953 | George Alfred Mitchell                             | Por serviços técnicos à indústria cinematográfica.                                                                      | Prêmio Técnico Especial              |
| 1953 | Joseph M. Schenck                                  | Por sua longa e distinta carreira na indústria cinematográfica.                                                         | Prêmio Honorário                     |
| 1953 | Jeux interdits (Brincadeiras Proibidas)            | Melhor filme estrangeiro lançado nos EUA em 1952.                                                                       | Prêmio Honorário (Filme Estrangeiro) |
| 1954 | 20th Century-Fox                                   | Pela introdução bem-sucedida do CinemaScope, ampliando as possibilidades da narrativa cinematográfica.                  | Prêmio Honorário                     |
| 1954 | Bell & Howell Co.                                  | Pela contribuição técnica à produção cinematográfica.                                                                   | Prêmio Técnico Especial              |
| 1954 | Joseph Breen                                       | Pela aplicação fiel do Código de Produção e moralidade na indústria.                                                    | Prêmio Honorário                     |
| 1954 | Pete Smith                                         | Por suas observações espirituosas da vida americana em curtas-metragens.                                                | Prêmio Honorário                     |
| 1955 | Bausch & Lomb Optical Co.                          | Pela contribuição técnica ao desenvolvimento da fotografia cinematográfica.                                             | Prêmio Técnico Especial              |
| 1955 | Greta Garbo                                        | Por suas inesquecíveis performances e presença mítica na tela.                                                          | Prêmio Honorário                     |
| 1955 | Danny Kaye                                         | Por seu talento único como comediante, ator e artista.                                                                  | Prêmio Honorário                     |
| 1955 | Kemp Niver                                         | Pelo projeto de restauração e preservação de filmes mudos.                                                              | Prêmio Técnico Especial              |
| 1955 | Jon Whiteley e Vincent Winter                      | Por atuações infantis destacadas em seus respectivos filmes.                                                            | Prêmio Juvenil Honorário             |
| 1955 | Jigokumon (O Portão do Inferno)                    | Melhor filme estrangeiro lançado nos EUA em 1954.                                                                       | Prêmio Honorário (Filme Estrangeiro) |
| 1956 | Eddie Cantor                                       | Por serviços distintos à indústria cinematográfica.                                                                     | Prêmio Honorário                     |
| 1957 | Society of Motion Picture and Television Engineers | Pela contribuição técnica coletiva ao desenvolvimento do cinema.                                                        | Prêmio Técnico Especial              |
| 1957 | Broncho Billy Anderson                             | Por pioneirismo como primeiro astro de westerns do cinema.                                                              | Prêmio Honorário                     |
| 1958 | Maurice Chevalier                                  | Por suas contribuições memoráveis ao cinema mundial.                                                                    | Prêmio Honorário                     |
| 1959 | Charles Brackett                                   | Por serviço notável à Academia e ao cinema.                                                                             | Prêmio Honorário                     |
| 1959 | B. B. Kahane                                       | Por serviço administrativo e apoio à indústria.                                                                         | Prêmio Honorário                     |
| 1959 | Maurice Chevalier                                  | Homenagem repetida por sua contribuição artística.                                                                      |                                      |

## Década de 1960
| Ano  | Receptor(es)          | Notas                                                                                         | Prêmio              |
| ---- | --------------------- | --------------------------------------------------------------------------------------------- | ------------------- |
| 1960 | Lee De Forest         | Por suas invenções pioneiras que introduziram o som no cinema. (oscars.org, en.wikipedia.org) | Estatueta Honorária |
| 1960 | Buster Keaton         | Por seu talento único que deixou comédias atemporais na tela.                                 | Estatueta Honorária |
| 1961 | Gary Cooper           | Por suas memoráveis atuações no cinema e reconhecimento internacional.                        | Estatueta Honorária |
| 1961 | Stan Laurel           | Pioneiro criativo na comédia cinematográfica.                                                 | Estatueta Honorária |
| 1961 | Fred L. Metzler       | Por dedicação e serviços excepcionais à Academia.                                             | Estatueta Honorária |
| 1961 | William L. Hendricks  | Por serviço patriótico ao produzir filme dos Fuzileiros Navais, honrando a Academia.          | Estatueta Honorária |
| 1962 | Jerome Robbins        | Por brilhantes conquistas na coreografia para o cinema.                                       | Estatueta Honorária |
| 1962 | William L. Hendricks* | Repetição do prêmio de 1961, frequentemente listado também em 1962 (mesma homenagem).         | Estatueta Honorária |
| 1965 | William Tuttle        | Pelos efeitos de maquiagem em 7 Faces of Dr. Lao.                                             | Estatueta Honorária |
| 1966 | Bob Hope              | Por serviços únicos e distintos à indústria e à Academia.                                     | Estatueta Honorária |
| 1966 | Yakima Canutt         | Por pioneirismo como dublê e desenvolvimento de dispositivos de segurança.                    | Estatueta Honorária |
| 1966 | Y. Frank Freeman      | Por notável e incomum serviço à Academia em 30 anos de Hollywood.                             | Estatueta Honorária |
| 1967 | Arthur Freed          | Por serviço distinto à Academia e nos telecasts dos Oscars.                                   | Estatueta Honorária |
| 1968 | Onna White            | Por coreografia excepcional em Oliver!.                                                       | Estatueta Honorária |
| 1968 | John Chambers         | Por maquiagem extraordinária em Planet of the Apes.                                           | Estatueta Honorária |
| 1969 | Cary Grant            | Por sua mestria na arte da atuação cinematográfica e respeito de colegas.                     | Estatueta Honorária |

## Década de 1970
| Ano  | Receptor(es)       | Notas | Prêmio                          |
| ---- | ------------------ | --- | ------------------------------- |
| 1970 | Cary Grant         | Pela sua “mestre única da arte da interpretação no cinema, conquistando o respeito e carinho de seus colegas” (oscars.org, aaspeechesdb.oscars.org)                 | Estatueta Honorária             |
| 1971 | Lillian Gish       | Pela “arte suprema e contribuição distinta ao progresso do cinema”                                                                                                  | Estatueta Honorária             |
| 1971 | Orson Welles       | Pela “arte suprema e versatilidade na criação de obras cinematográficas”                                                                                            | Estatueta Honorária             |
| 1972 | Charlie Chaplin    | “Pelo efeito incalculável que teve em fazer do cinema a forma de arte deste século”                                                                                 | Estatueta Honorária             |
| 1973 | Charles S. Boren   | Líder de relações trabalhistas esclarecidas na indústria por 38 anos, promovendo políticas antidiscriminatórias                                                     | Estatueta Honorária             |
| 1973 | Edward G. Robinson | Pela grandeza como ator, mecenas das artes e cidadão dedicado — um verdadeiro “homem do Renascimento”                                                               | Estatueta Honorária             |
| 1973 | Henri Langlois     | Por sua devoção à arte cinematográfica e massiva contribuição à preservação do passado do cinema                                                                    | Estatueta Honorária             |
| 1973 | Groucho Marx       | Em reconhecimento à sua criatividade brilhante e às conquistas incomparáveis dos Marx Brothers na comédia cinematográfica                                           | Estatueta Honorária             |
| 1974 | Howard Hawks       | Mestre do cinema americano cujas criações ocupam lugar de destaque no cinema mundial                                                                                | Estatueta Honorária             |
| 1974 | Jean Renoir        | Reconhecido por sua contribuição artística e impacto duradouro na cinematografia mundial                                                                            | Estatueta Honorária             |
| 1978 | Margaret Booth     | Pela excepcional contribuição à arte da edição cinematográfica | Estatueta Honorária             |
| 1979 | Walter Lantz       | Por trazer alegria e risos ao mundo inteiro através de suas animações únicas                                                                                        | Estatueta Honorária             |
| 1979 | King Vidor         | (observação: site oficial indica Vidor premiado em 1979? Foi em 1979? parece listagem 1978 gown); se sim, reconhecido por contribuição à narrativa cinematográfica. | Estatueta Honorária (verificar) |

## Década de 1980
| Ano  | Receptor(es)                    | Notas | Prêmio              |
| ---- | ------------------------------- | --- | ------------------- |
| 1980 | Hal Elias                       | Pela dedicação e serviço distinto à Academia de Artes e Ciências Cinematográficas. (oscars.org)                             | Estatueta Honorária |
| 1980 | Henry Fonda                     | “O ator consumado, em reconhecimento por suas brilhantes realizações e contribuição duradoura à arte cinematográfica.”      | Estatueta Honorária |
| 1981 | Barbara Stanwyck                | Pela “criatividade superior e contribuição única à arte da interpretação cinematográfica” (ovação de pé).                   | Estatueta Honorária |
| 1982 | Mickey Rooney                   | Em reconhecimento a seus 60 anos de versatilidade em inúmeras performances memoráveis no cinema.                            | Estatueta Honorária |
| 1983 | Hal Roach                       | Pela contribuição inigualável ao desenvolvimento da arte cinematográfica.                                                   | Estatueta Honorária |
| 1984 | James Stewart                   | Pelos seus 50 anos de performances memoráveis e seus elevados ideais dentro e fora da tela.                                 | Estatueta Honorária |
| 1984 | National Endowment for the Arts | Em reconhecimento ao 20º aniversário da organização e seu compromisso com a excelência artística.                           | Estatueta Honorária |
| 1985 | Paul Newman                     | Pelas múltiplas e marcantes performances no cinema, além de sua integridade pessoal e dedicação à arte.                     | Estatueta Honorária |
| 1985 | Alex North                      | Pela criação de música marcante em diversos filmes distintos.                                                               | Estatueta Honorária |
| 1986 | Ralph Bellamy                   | Pela sua arte singular e serviço destacado à profissão de ator.                                                             | Estatueta Honorária |
| 1988 | Eastman Kodak Company           | Reconhecimento por suas contribuições fundamentais ao cinema durante o primeiro século da história da indústria.            | Estatueta Honorária |
| 1989 | Akira Kurosawa                  | Prazer pela inspiração, enriquecimento e entretenimento que suas obras trouxeram — e seu impacto em cineastas mundialmente. | Estatueta Honorária |

## Década de 1990
| Ano  | Recipiente(s)          | Notas                                                                                                  | Prémio              |
| ---- | ---------------------- | --- | ------------------- |
| 1990 | Akira Kurosawa         | Reconhecido pelos seus feitos cinematográficos que inspiraram e encantaram audiências em todo o mundo. | Estatueta Honorária |
| 1991 | Sophia Loren           | Reconhecida pela sua carreira excecional e contribuições ao cinema.                                    | Estatueta Honorária |
| 1991 | Myrna Loy              | Reconhecida pela sua extraordinária qualidade tanto em frente como atrás das câmaras.                  | Estatueta Honorária |
| 1992 | Satyajit Ray           | Reconhecido pela sua rara maestria na arte do cinema e pela sua profunda sensibilidade humanitária.    | Estatueta Honorária |
| 1993 | Federico Fellini       | Reconhecido pelo seu lugar como um dos maiores contadores de histórias do cinema.                      | Estatueta Honorária |
| 1994 | Deborah Kerr           | Reconhecida pela sua carreira distinta e pelo seu impacto duradouro no cinema.                         | Estatueta Honorária |
| 1995 | Michelangelo Antonioni | Reconhecido pelo seu lugar como um dos mestres visuais do cinema.                                      | Estatueta Honorária |
| 1996 | Kirk Douglas           | Reconhecido pelos seus 50 anos como uma força criativa e moral na comunidade cinematográfica.          | Estatueta Honorária |
| 1996 | Chuck Jones            | Reconhecido pela sua contribuição única à arte da animação.                                            | Estatueta Honorária |
| 1997 | Michael Kidd           | Reconhecido pela sua extraordinária contribuição à coreografia cinematográfica.                        | Estatueta Honorária |
| 1998 | Stanley Donen          | Reconhecido pela sua contribuição à arte do cinema e pela sua carreira distinta.                       | Estatueta Honorária |
| 1999 | Elia Kazan             | Reconhecido pelos seus feitos cinematográficos que inspiraram e encantaram audiências em todo o mundo. | Estatueta Honorária |

## Década de 2000
| Ano  | Receptor(es)    | Notas | Prêmio              |
| ---- | --------------- | --- | ------------------- |
| 2000 | Andrzej Wajda   | Em reconhecimento a cinco décadas de extraordinária direção cinematográfica. Ele doou o Oscar honorário à Universidade de Cracóvia. (en.wikipedia.org) | Estatueta Honorária |
| 2000 | Jack Cardiff    | Mestre da luz e da cor. | Estatueta Honorária |
| 2000 | Ernest Lehman   | Em apreciação ao seu corpo de trabalho variado e duradouro.                                                                                            | Estatueta Honorária |
| 2001 | Sidney Poitier  | Pelas suas notáveis realizações como artista e ser humano.                                                                                             | Estatueta Honorária |
| 2001 | Robert Redford  | Como ator, diretor, produtor, criador do Sundance e inspiração para o cinema independente.                                                             | Estatueta Honorária |
| 2002 | Peter O'Toole   | Pelos seus talentos marcantes que deram ao cinema personagens inesquecíveis.                                                                           | Estatueta Honorária |
| 2003 | Blake Edwards   | Em reconhecimento pela escrita, direção e produção de um corpo de obra extraordinário.                                                                 | Estatueta Honorária |
| 2004 | Sidney Lumet    | Por seus serviços brilhantes aos roteiristas, atores e à arte do cinema.                                                                               | Estatueta Honorária |
| 2005 | Robert Altman   | Em reconhecimento a uma carreira que sempre reinventou a arte cinematográfica.                                                                         | Estatueta Honorária |
| 2006 | Ennio Morricone | Pelas suas contribuições magníficas e multifacetadas à música para o cinema.                                                                           | Estatueta Honorária |
| 2007 | Robert F. Boyle | Em reconhecimento a uma das grandes carreiras da direção de arte do cinema.                                                                            | Estatueta Honorária |
| 2009 | Jerry Lewis     | Homenageado com o Prêmio Humanitário Jean Hersholt, reconhecendo sua dedicação e apoio às causas sociais.                                              | Prêmio Humanitário  |

## Década de 2010
| Ano  | Receptor(es)         | Notas | Prêmio    |
| ---- | -------------------- | --- | --------- |
| 2010 | Lauren Bacall        | Em reconhecimento do seu papel central na Idade de Ouro do cinema.                                                                           | Estatueta |
| 2010 | Roger Corman         | Por sua produção rica de filmes e cineastas.                                                                                                 | Estatueta |
| 2010 | Gordon Willis        | Por sua mestria inigualável de luz, sombra, cor e movimento.                                                                                 | Estatueta |
| 2011 | Kevin Brownlow       | Para o sábio e dedicado registro da parada cinematográfica.                                                                                  | Estatueta |
| 2011 | Jean-Luc Godard      | Para a paixão. Para o confronto. Para um novo tipo de cinema.                                                                                | Estatueta |
| 2011 | Eli Wallach          | Para valor de uma vida de personagens indeléveis.                                                                                            | Estatueta |
| 2012 | James Earl Jones     | Por seu legado de excelência consistente e versatilidade incomum.                                                                            | Estatueta |
| 2012 | Dick Smith           | Por sua maestria incomparável de textura, sombra, forma e ilusão.                                                                            | Estatueta |
| 2013 | D. A. Pennebaker     | Inspirou gerações de cineastas com seu estilo "você está aqui". Ele é considerado um dos fundadores do movimento Cinema Verite.              | Estatueta |
| 2013 | Hal Needham          | Um pioneiro na melhoria da tecnologia de dublês e procedimentos de segurança.                                                                | Estatueta |
| 2013 | George Stevens Jr.   | Um campeão incansável das artes na América e, especialmente, o mais americanos deles: o filme de Hollywood.                                  | Estatueta |
| 2014 | Angela Lansbury      | Pelas suas conquistas na indústria do cinema ao longo de uma carreira de 75 anos.                                                            | Estatueta |
| 2014 | Steve Martin         | Pelo seu desempenho de excelência como comediante de Stand-Up, músico e produtor.                                                            | Estatueta |
| 2014 | Piero Tosi           | Pela sua extraordinária carreira como designer de guarda-roupa ao longo de 75 anos.                                                          | Estatueta |
| 2015 | Jean-Claude Carrière | "" | Estatueta |
| 2015 | Hayao Miyazaki       | sempre influenciou profundamente a animação, inspirando gerações de artistas a trabalhar em nosso meio e iluminar seu potencial ilimitado... | Estatueta |
| 2015 | Maureen O'Hara       | "" | Estatueta |
| 2016 | Spike Lee            | "um campeão do filme independente e uma inspiração para jovens cineastas"                                                                    | Estatueta |
| 2016 | Gena Rowlands        | "um talento original cuja devoção à sua profissão conquistou reconhecimento mundial como ícone do filme independente""                       | Estatueta |
| 2017 | Jackie Chan          | "por seu profissionalismo, competência e experiência na setima arte que o faz uma verdadeira lenda do cinema"                                | Estatueta |
| 2017 | Lynn Stalmaster      | "experiência na indústria cinematográfica"                                                                                                   | Estatueta |
| 2017 | Anne V. Coates       | | Estatueta |
| 2017 | Frederick Wiseman    | | Estatueta |
| 2018 | Charles Burnett      | "por seu profissionalismo, competência e experiência na sétima arte que o faz uma verdadeira lenda do cinema"                                | Estatueta |
| 2018 | Owen Roizman         | "experiência na indústria cinematográfica"                                                                                                   | Estatueta |
| 2018 | Donald Sutherland    | | Estatueta |
| 2018 | Agnès Varda          | | Estatueta |
| 2019 | Marvin Levy          | | Estatueta |
| 2019 | Lalo Schifrin        | | Estatueta |
| 2019 | Cicely Tyson         | | Estatueta |

## Década de 2020
| Ano  | Receptor(es)                                                                 | Notas (tradução resumida) | Prêmio                            |
| ---- | ---------------------------------------------------------------------------- | --- | --------------------------------- |
| 2020 | Tyler PerryMotion Picture & Television Fund (MPTF)                           | Homenageados pelo impacto humanitário, especialmente durante a pandemia, prestando apoio amplo à comunidade cinematográfica (press.oscars.org) | Jean Hersholt Humanitarian Award  |
| 2021 | Samuel L. Jackson Elaine May Liv Ullmann                                     | Por conquistas extraordinárias em suas carreiras, tocando diversas gerações de públicos                                                        | Honorary Award                    |
| 2022 | Euzhan Palcy Diane Warren Peter Weir Michael J. Fox                          | Fox recebeu o Humanitário; os demais foram homenageados por suas realizações artísticas e humanitárias                                         | Honorary + Humanitário            |
| 2023 | Angela Bassett Mel Brooks Carol Littleton Michelle Satter                    | Três receberam honorários por trajetórias notáveis no cinema; Satter recebeu o prêmio humanitário                                              | Honorary + Humanitário            |
| 2024 | Quincy Jones Juliet Taylor Richard Curtis Michael G. Wilson Barbara Broccoli | Jones e Taylor – prêmio honorário; Curtis – Humanitário; Wilson & Broccoli – Thalberg Award                                                    | Honorary + Humanitário + Thalberg |